# Errol McNally
Errol Alexander McNally (Lurgan, 27 agosto 1943 – 15 maggio 2017) è stato un calciatore nordirlandese, di ruolo portiere.

## Carriera
Dopo aver giocato nella prima divisione nordirlandese con il Portadown nel 1961 va a giocare nella prima divisione inglese con il Chelsea: nella stagione 1961-1962, che i Blues concludono con un ultimo posto in classifica e quindi con una retrocessione in seconda divisione, McNally gioca in totale 8 partite di campionato, con 19 reti subite; nella stagione successiva, terminata con l'immediato ritorno in prima divisione del club londinese, il portiere nordirlandese non gioca invece nessuna partita di campionato. Inizia poi anche la stagione 1963-1964 con i londinesi, giocandovi un'ultima partita (la sconfitta per 2-0 del 14 settembre 1963 sul campo dell'Aston Villa) per poi a stagione in corso tornare in Irlanda del Nord a giocare in prima divisione, al Glenavon.